# Municipio de Summit (condado de Cloud)
El municipio de Summit (en inglés: Summit Township) es un municipio ubicado en el condado de Cloud en el estado estadounidense de Kansas. En el año 2010 tenía una población de 49 habitantes y una densidad poblacional de 0,35 personas por km².

## Geografía
El municipio de Summit se encuentra ubicado en las coordenadas 39°30′7″N 97°52′22″O / 39.50194, -97.87278. Según la Oficina del Censo de los Estados Unidos, el municipio tiene una superficie total de 138.93 km², de la cual 138,93 km² corresponden a tierra firme y (0 %) 0 km² es agua.

## Demografía
Según el censo de 2010, había 49 personas residiendo en el municipio de Summit. La densidad de población era de 0,35 hab./km². De los 49 habitantes, el municipio de Summit estaba compuesto por el 97,96 % blancos y el 2,04 % eran de una mezcla de razas. Del total de la población el 0 % eran hispanos o latinos de cualquier raza.